# Amphineurus (Amphineurus) nox
Amphineurus (Amphineurus) nox is een tweevleugelige uit de familie steltmuggen (Limoniidae). De soort komt voor in het Australaziatisch gebied.